# Popeștii de Sus
Popeștii de Sus falu Romániában, Erdélyben, Fehér megyében. Közigazgatásilag Aranyosvágás községhez tartozik.

## Fekvése
Aranyosvágás közelében fekvő település.

## Története
Popeştii de Sus korábban Aranyosvágás része volt. 1956 körül vált külön, 306 lakossal. 1966-ban 263, 1977-ben 201, 1992-ben 159, a 2002-es népszámláláskor pedig 144 román lakosa volt.